# Holly Ridge
Holly Ridge é uma cidade  localizada no estado norte-americano de Carolina do Norte, no Condado de Onslow.

## Demografia
Segundo o censo norte-americano de 2000, a sua população era de 831 habitantes.
Em 2006, foi estimada uma população de 738, um decréscimo de 93 (-11.2%).

## Geografia
De acordo com o United States Census Bureau tem uma área de 3,6 km², dos quais 3,6 km² cobertos por terra e 0,0 km² cobertos por água. Holly Ridge localiza-se a aproximadamente 19 m acima do nível do mar.

## Localidades na vizinhança
O diagrama seguinte representa as localidades num raio de 32 km ao redor de Holly Ridge.